# 袁随
袁随（1519年—？），字民悅，號竹溪，直隸揚州府通州人，民籍，明朝政治人物。

## 生平
嘉靖二十八年己酉科（1549年）應天府鄉試第一百八名舉人。嘉靖三十五年（1556年）中式丙辰科會試第五名，二甲第十三名進士。都察院观政，授户部主事，三十八年升员外，三十九年升郎中，四十年升嘉兴府知府，四十三年復除德安府，隆慶二年升山西提学副使，五年正月升江西右参政。万历元年五月升陕西按察使，二年正月升本省右布政使，三年九月升四川左布政使。

## 家族
曾祖袁應韶，壽官；祖父袁棐；父袁淮，母宋氏。兄袁观（生员）、弟袁乾（生员）。